# Kwintus Pompejusz Falco
Kwintus Roscjusz Coeliusz Pompejusz Falco (ur. ok. 70, zm. po 140) był rzymskim politykiem żyjącym na początku II wieku.
Znany jest dzięki listom Pliniusza Młodszego. Jego pełne imię brzmiało: Quintus Roscius Coelius Murena Silius Decianus Vibullius Pius Julius Eurycles Herculanus Pompeius Falco. Był spokrewniony z konsulem Sekstusem Juliuszem Frontinusem i Publiuszem Coeliuszem Balbinusem Vibullusem Piusem oraz prawdopodobnie z przyszłym cesarzem Balbinem. 
Pompejusz Falco rozpoczął karierę jako trybun wojskowy (tribunus militum) legionu X Gemina. W 101/102 był legatem legionu V Macedonica w czasie wojny dackiej. Jedna inskrypcja nazywa go legatem prowincji Judei (w latach 105–107) oraz legionu X Fretensis. W 108 był konsulem dodatkowym (consul suffectus). Następnie był namiestnikiem dolnej Mezji między 116 a 117. Potem sprawował namiestnictwo Brytanii między 118 a 122 oraz gościł cesarza Hadriana, gdy ten przybył do prowincji w ostatnim roku. To właśnie wtedy Hadrian wprowadził liczne reformy w Brytanii oraz nakazał budowę wału Hadriana.